# Championnat de Belgique de football 1931-1932
Navigation
Saison précédente Saison suivante
Le championnat de Belgique de football 1931-1932 est la 32e saison du championnat de première division belge. Son nom officiel est « Division d'Honneur ».
La compétition est de nouveau dominée par les équipes anversoises, huit équipes parmi les quatorze engagées étant issues de la province d'Anvers. C'est un record qui n'a toujours pas été égalé. Le champion en titre, l'Antwerp, passe tout près du doublé. Le « Great Old » échoue un point derrière le Liersche SK, qui fête ainsi le premier titre de champion de son histoire. La fête est double dans la petite ville de Lierre car le Lyra, le second club de la ville, remporte sa série de Division 1.
En bas de classement, on retrouve également deux équipes de la province d'Anvers. Le FC Turnhout, nouveau venu parmi l'élite, et le Tubantia, promu la saison précédente, sont plus faibles que les autres équipes et rapidement distancés. Pour le Tubantia, c'est un départ définitif de la Division d'Honneur, le club ne revenant jamais au plus haut niveau par après.

## Clubs participants
Quatorze clubs prennent part à la compétition, autant que lors de l'édition précédente. Ceux dont le matricule est mis en gras existent toujours aujourd'hui.
| #  | Nom                                     | Mat. | Ville      | Stades               | En D1 depuis (série) | Total en D1 | Saison précédente |
| -- | --------------------------------------- | ---- | ---------- | -------------------- | -------------------- | ----------- | ----------------- |
| 1  | Royal Antwerp Football Club             | 1    | Anvers     | Bosuilstadion        | 1901-1902 (26e)      | 31e         | 1er               |
| 2  | Royal Beerschot Athletic Club           | 13   | Anvers     | Kiel                 | 1907-1908 (20e)      | 26e         | 4e                |
| 3  | Royal Berchem Sport                     | 28   | Berchem    | Het Rooi             | 1922-1923 (10e)      | 10e         | 3e                |
| 4  | Royal Cercle Sportif Brugeois           | 12   | Bruges     | Stade du CS Brugeois | 1899-1900 (28e)      | 28e         | 7e                |
| 5  | Royal Football Club Brugeois            | 3    | Bruges     | De Klokke            | 1929-1930 (3e)       | 29e         | 5e                |
| 6  | Daring Club de Bruxelles Société Royale | 2    | Molenbeek  | Stade du Daring      | 1903-1904 (24e)      | 24e         | 6e                |
| 7  | Royal Racing Club de Gand               | 11   | Gand       | Emmanuel Hielstadion | 1931-1932 (1re)      | 17e         | Division 1 : 1er  |
| 8  | Royal Standard Club Liège               | 16   | Sclessin   | Stade de Sclessin    | 1921-1922 (11e)      | 16e         | 9e                |
| 9  | Koninklijke Liersche Sportkring         | 30   | Lierre     | Lispersteenweg       | 1927-1928 (5e)       | 5e          | 8e                |
| 10 | Royal Football Club Malinois            | 25   | Malines    | Achter de Kazerne    | 1928-1929 (4e)       | 7e          | 2e                |
| 11 | Racing Club de Malines Société Royale   | 24   | Malines    | Antwerpsesteenweg    | 1925-1926 (7e)       | 14e         | 10e               |
| 12 | Union Saint-Gilloise Société Royale     | 10   | Uccle      | Stade du Parc Duden  | 1901-1902 (26e)      | 26e         | 12e               |
| 13 | Football & Athletic Club Tubantia       | 64   | Borgerhout | Rivierenhof          | 1930-1931 (2e)       | 2e          | 11e               |
| 14 | Football Club Turnhout                  | 148  | Turnhout   | ?                    | 1931-1932 (1re)      | 1re         | Division 1 : 2e   |

### Localisations
| Turnhout Anvers RC Gand Liersche SK RC Malines FC Malinois Daring Union CS Brugeois FC Brugeois Standard |

#### Localisation des clubs anversois
les 4 cercles anversois sont:
(1) R. Antwerp FC
(2) R. Beerschot AC
(3) Berchem Sport
 (4) Tubantia F&AC

## Résultats

### Résultats des rencontres
Avec quatorze clubs engagés, 182 matches sont au programme de la saison.
| Résultats (▼dom., ►ext.)                                   | ANT | BEE | BER | CSB | FCB | DAR | RCG | LIE | FCM | RCM | STA | TUB | TUR | USG |
| R. Antwerp FC                                              |     | 4-1 | 5-3 | 2-1 | 3-1 | 2-2 | 2-1 | 5-1 | 3-1 | 1-3 | 4-2 | 5-0 | 2-1 | 5-2 |
| R. Beerschot AC                                            | 3-3 |     | 1-1 | 3-0 | 4-1 | 1-1 | 2-2 | 1-2 | 6-1 | 2-1 | 2-3 | 2-2 | 2-1 | 0-1 |
| R. Berchem Sport                                           | 1-1 | 1-1 |     | 3-1 | 1-2 | 2-3 | 2-2 | 0-0 | 0-2 | 5-3 | 2-2 | 7-1 | 1-3 | 1-2 |
| R. CS Brugeois                                             | 2-1 | 3-2 | 0-6 |     | 1-1 | 2-2 | 5-0 | 2-3 | 3-2 | 5-1 | 7-2 | 4-0 | 5-1 | 3-2 |
| R. FC Brugeois                                             | 1-1 | 1-1 | 1-1 | 4-2 |     | 1-1 | 3-1 | 1-1 | 3-0 | 1-2 | 4-1 | 2-4 | 1-0 | 2-0 |
| Daring CB SR                                               | 2-2 | 1-2 | 0-0 | 2-3 | 1-1 |     | 4-4 | 3-3 | 2-0 | 8-1 | 2-1 | 4-2 | 1-0 | 2-4 |
| R. RC de Gand                                              | 1-3 | 3-0 | 3-5 | 2-0 | 7-1 | 0-3 |     | 1-3 | 0-2 | 1-0 | 2-3 | 5-2 | 3-0 | 3-1 |
| K. Liersche SK                                             | 4-3 | 3-2 | 4-1 | 3-1 | 4-0 | 7-2 | 2-3 |     | 4-4 | 5-2 | 8-2 | 3-3 | 5-0 | 3-1 |
| FC Malinois                                                | 1-3 | 0-2 | 3-2 | 1-1 | 2-1 | 3-0 | 2-2 | 1-0 |     | 4-1 | 6-1 | 1-2 | 7-0 | 0-1 |
| RC de Malines                                              | 2-2 | 0-1 | 1-1 | 2-2 | 2-1 | 2-5 | 3-0 | 2-8 | 4-5 |     | 4-2 | 2-0 | 5-2 | 3-2 |
| R. Standard CL                                             | 4-1 | 1-2 | 2-3 | 1-1 | 3-1 | 3-2 | 7-2 | 6-3 | 5-4 | 1-1 |     | 0-1 | 8-0 | 4-1 |
| Tubantia FAC                                               | 0-6 | 4-2 | 1-2 | 5-2 | 0-2 | 2-3 | 0-1 | 1-3 | 0-3 | 0-2 | 1-1 |     | 5-4 | 5-3 |
| FC Turnhout                                                | 2-4 | 3-3 | 0-2 | 3-4 | 5-2 | 5-3 | 1-2 | 1-2 | 3-1 | 2-2 | 4-5 | 1-4 |     | 1-3 |
| Union St-Gilloise SR                                       | 2-1 | 1-0 | 0-2 | 2-0 | 2-2 | 0-0 | 1-4 | 3-2 | 4-1 | 1-1 | 6-1 | 4-1 | 2-1 |     |
| - Victoire à domicile - Match nul - Victoire à l'extérieur |     |     |     |     |     |     |     |     |     |     |     |     |     |     |

### Classement final
| Rang | Équipe                   | Pts | J  | G  | N  | P  | Bp | Bc | Diff |
| ---- | ------------------------ | --- | -- | -- | -- | -- | -- | -- | ---- |
| 1    | K. LIERSCHE SK           | 37  | 26 | 16 | 5  | 5  | 86 | 51 | +35  |
| 2    | R. Antwerp FC T          | 36  | 26 | 15 | 6  | 5  | 74 | 44 | +30  |
| 3    | Union Royale St-Gilloise | 29  | 26 | 13 | 3  | 10 | 51 | 48 | +3   |
| 4    | Daring CB SR             | 28  | 26 | 9  | 10 | 7  | 59 | 53 | +6   |
| 5    | R. Berchem Sport         | 27  | 26 | 9  | 9  | 8  | 55 | 44 | +11  |
| 6    | R. CS Brugeois           | 27  | 26 | 11 | 5  | 10 | 60 | 57 | +3   |
| 7    | R. Beerschot AC          | 26  | 26 | 9  | 8  | 9  | 48 | 44 | +4   |
| 8    | R. RC de Gand            | 26  | 26 | 11 | 4  | 11 | 55 | 57 | -2   |
| 9    | R. Standard CL           | 26  | 26 | 11 | 4  | 11 | 71 | 74 | -3   |
| 10   | R. FC Malinois           | 25  | 26 | 11 | 3  | 12 | 57 | 53 | +4   |
| 11   | R. FC Brugeois           | 24  | 26 | 8  | 8  | 10 | 41 | 50 | -9   |
| 12   | RC de Malines SR         | 24  | 26 | 9  | 6  | 11 | 52 | 67 | -15  |
| 13   | Tubantia FAC             | 19  | 26 | 8  | 3  | 15 | 46 | 74 | -28  |
| 14   | FC Turnhout              | 10  | 26 | 4  | 2  | 20 | 45 | 84 | -39  |

Légende
- Champion de Belgique 1932
- Club relégué pour la saison suivante

Abréviations
T : Tenant du titre 1931

 : nouveau venu depuis la saison précédente

### Meilleur buteur
Bernard Delmez (K. Liersche SK) avec 26 buts. Il est le 18e joueur belge différent à être sacré meilleur buteur de la  plus haute division belge.

#### Classement des buteurs
Le tableau ci-dessous reprend les 28 meilleurs buteurs du championnat, soit les joueurs ayant inscrit dix buts ou plus durant la saison.
| #   | Pays | Joueur                  | Club             | Buts | Matches joués |
| --- | ---- | ----------------------- | ---------------- | ---- | ------------- |
| 1.  |      | Bernard Delmez          | K. Liersche SK   | 26   | 24            |
| 2.  |      | Joseph Van Beeck        | R. Antwerp FC    | 24   | 26            |
| 3.  |      | Jean Brichaut           | R. Standard CL   | 22   | 25            |
| 4.  |      | Raymond Desmedt         | Daring CB SR     | 21   | 25            |
| =.  |      | Bernard Voorhoof        | K. Liersche SK   | 21   | 26            |
| 6.  |      | Florent Lambrechts      | R. Antwerp FC    | 20   | 26            |
| =.  |      | Jean Capelle            | R. Standard CL   | 20   | 25            |
| 8.  |      | Francois Vande Mert     | R. FC Malinois   | 19   | 13            |
| =.  |      | Gustaaf De Keyser       | K. Liersche SK   | 19   | 26            |
| =.  |      | Guillaume Ulens         | R. Antwerp FC    | 19   | 24            |
| 11. |      | Jozef Verbist           | RC de Malines SR | 18   | 23            |
| 12. |      | Arthur Van der Cruyssen | R. RC de Gand    | 15   | 23            |
| 13. |      | Richard Van Accolynen   | R. RC de Gand    | 14   | 13            |
| =.  |      | François Ledent         | R. Standard CL   | 14   | 13            |
| 15. |      | Jozef Van Hoof          | R. Beerschot AC  | 13   | 15            |
| =.  |      | Gabriël Noëth           | R. FC Malinois   | 13   | 22            |
| =.  |      | Laurent Grimmonprez     | R. RC de Gand    | 13   | 26            |
| 18. |      | Roger Proot             | R. CS Brugeois   | 12   | 13            |
| =.  |      | Alphonse Decorte        | R. CS Brugeois   | 12   | 21            |
| =.  |      | Pierre De Vidts         | Daring CB SR     | 12   | 24            |
| =.  |      | Pierre Lambert          | F&AC Tubantia    | 12   | 26            |
| 22. |      | Frans Bax               | FC Turnhout      | 11   | 22            |
| =.  |      | Jozef Willems           | R. Berchem Sport | 11   | 25            |
| =.  |      | Joseph Brugghe          | K. Liersche SK   | 11   | 26            |
| 25. |      | Frans Verhoeven         | F&AC Tubantia    | 10   | 19            |
| =.  |      | Emiel Van Den Berghe    | R. FC Brugeois   | 10   | 19            |
| =.  |      | Edouard Van Brandt      | R. Berchem Sport | 10   | 23            |
| =.  |      | Arthur Ruysschaert      | R. CS Brugeois   | 10   | 25            |

## Récapitulatif de la saison
- Champion : K. Liersche SK (1er titre)
- Neuvième champion de Belgique différent.
- Huitième titre pour la province d'Anvers.

| Région flamande (11)            | Région flamande (11) | Province de Brabant (2)      | Province de Brabant (2) | Région wallonne (1)    | Région wallonne (1) |
| ------------------------------- | -------------------- | ---------------------------- | ----------------------- | ---------------------- | ------------------- |
| Province d'Anvers               | 8                    | Région de Bruxelles-Capitale | 2                       | Province de Hainaut    | 0                   |
| Province de Flandre-Occidentale | 2                    | Province du Brabant flamand  | 0                       | Province de Liège      | 1                   |
| Province de Flandre-Orientale   | 1                    | Province du Brabant wallon   | 0                       | Province de Luxembourg | 0                   |
| Province de Limbourg            | 0                    |                              |                         | Province de Namur      | 0                   |

1. ↑  Au niveau footballistique, la province de Brabant est toujours unitaire malgré sa partition territoriale en 1995.

### Admission et relégation
Le FC Turnhout, néo-promu, est relégué après une saison en Division d'Honneur. Il est accompagné en Division 1 par le Tubantia FAC, relégué lui après deux saisons au plus haut niveau. Ces deux saisons sont toujours les deux seules du club parmi l'élite nationale. Après une série de fusions, il existe toujours aujourd'hui mais évolue dans les séries provinciales anveroises.
Au niveau inférieur, le Lyra, second club de la ville de Lierre et le R. Racing CB remportent chacun leur série respective et sont promus en Division d'Honneur.

### Débuts en Division d'Honneur
Un club fait ses débuts dans la plus haute division belge. Il est le 35e club différent à y apparaître.
- Le FC Turnhout est le 8e club de la province d'Anvers à évoluer dans la plus haute division belge.

### Bilan de la saison
| Championnat de Belgique de football 1931-1932 |                            |
| Champion                                      | K. Liersche SK (1er titre) |
| Dauphin                                       | R. Antwerp FC              |
| Promotions et relégations                     |                            |
| Promus en Division d'Honneur                  | TSV Lyra                   |
| Promus en Division d'Honneur                  | R. Racing CB               |
| Relégués en Division 1                        | Tubantia FAC               |
| Relégués en Division 1                        | FC Turnhout                |